# مارتن فوس
مارتن فوس (بالدنماركية: Martin Voss)‏ هو منافس ألعاب قوى دنماركي، ولد في 5 سبتمبر 1967.

## وصلات خارجية
- مارتن فوس على موقع الاتحاد الدولي لألعاب القوى (الإنجليزية)
- مارتن فوس على موقع أوليمبيديا (الإنجليزية)